# Delhi Durbar Tiara
La Tiara Delhi Durbar pertany a la col·lecció privada de joies de la reina Elisabet II del Regne Unit.
La tiara fou un regal de la Colònia de l'Índia a la reina Maria de Teck amb motiu de la visita oficial que realitzà amb el seu marit, el rei Jordi V del Regne Unit al subcontinent indí l'any 1911.
En un primer moment, la tiara era composta de diamants i esmeraldes i progressivament les esmeraldes foren substituïdes per diamants. La tiara segueix formes de florals.
A part de la reina Maria, la reina Elisabet II del Regne Unit la lluí amb motiu de la Visita Oficial del President de la República Francesa l'any 1947 al Regne Unit.
La tiara es feu famosa l'any 2005 perquè fou la primera que emprà la duquessa de Cornualles, Camil·la Parker Bowles, arran de la Visita Oficial dels Reis de Noruega al Regne Unit.